# Schinia
Las polillas del género Schinia, conocidas en inglés como flower moths son un género numeroso de polillas perteneciente a la familia Noctuidae. El género tiene una distribución Holártica con una gran mayoría de especies en Norteamérica. Muchas especies tienen colores brillantes. Se las encuentra a menudo visitando flores. Las larvas se suelen alimentar de brotes, botones de flores y, más tarde, de frutos.

## Especies
| Nombre científico                               | Nombre común                        | Sinonimia | Planta nutricia                                                                             |
| ----------------------------------------------- | ----------------------------------- | --- | ------------------------------------------------------------------------------------------- |
| Schinia accessa Smith, 1906                     |                                     | | Artemisia                                                                                   |
| Schinia acutilinea (Grote, 1878)                | Angled Gem, Acute-Lined Flower Moth | Schinia separata Grote, 1879, Schinia velutina Barnes & McDunnough, 1912                                           |                                                                                             |
| Schinia aetheria Barnes & McDunnough, 1912      |                                     | |                                                                                             |
| Schinia albafascia Smith, 1883                  |                                     | |                                                                                             |
| Schinia alencis Harvey, 1875                    |                                     | |                                                                                             |
| Schinia amaryllis Smith, 1891                   |                                     | Heliophana amaryllis                                                                                               | Ambrosia                                                                                    |
| Schinia angulilinea Hardwick, 1996              |                                     | Schinia arizonensis                                                                                                |                                                                                             |
| Schinia antonio Smith, 1906                     |                                     | | Aphanostephus                                                                               |
| Schinia arcigera Guenée, 1852                   | Arcigera Flower Moth                | Schinia arcifera; Schinia spraguei; Schinia limbalis                                                               | Aster, Chloracantha spinosa, Psilactis tenuis                                               |
| Schinia arefacta H. Edwards, 1884               | Arefacta Flower Moth                | |                                                                                             |
| Schinia argentifascia Barnes & McDunnough, 1912 |                                     | | Ericameria                                                                                  |
| Schinia aurantiaca H. Edwards, 1881             |                                     | Annaphila aurantiaca H. Edwards, 1881, Schinia californica (Hampson, 1903), Pyrocleptria californica Hampson, 1903 | Eriastrum sapphirinum, Gilia                                                                |
| Schinia avemensis Dyar, 1904                    | Gold-edged Gem                      | | Helianthus petiolaris                                                                       |
| Schinia bicuspida Smith, 1891                   |                                     | | Isocoma drummondii, Machaeranthera annua                                                    |
| Schinia biforma Smith, 1906                     |                                     | | Amblyolepis setigera                                                                        |
| Schinia bimatris Harvey, 1875                   | White Flower Moth                   | |                                                                                             |
| Schinia bina Guenée, 1852                       | Bina Flower Moth                    | | Chloracantha spinosa, Gaillardia pulchella, Tetraneuris linearifolia, Verbesina encelioides |
| Schinia biundulata Smith, 1891                  |                                     | | Gilia cana                                                                                  |
| Schinia brunnea Barnes & McDunnough, 1913       |                                     | |                                                                                             |
| Schinia buta Smith, 1907                        |                                     | | Brickellia californica                                                                      |
| Schinia cardui (Hübner, 1790)                   |                                     | | Picris hieracioides                                                                         |
| Schinia carminatra Smith, 1903                  |                                     | |                                                                                             |
| Schinia carmosina Neumoegen, 1883               | Maroon-Washed Flower Moth           | | Carphephorus corymbosus, Garberia heterophylla                                              |
| Schinia carolinensis Barnes & McDunnough, 1911  |                                     | |                                                                                             |
| Schinia chilensis (Hampson, 1903)               |                                     | Chloridea chilensis Hampson, 1903                                                                                  |                                                                                             |
| Schinia chryselloides Pogue & Harp, 2005        |                                     | |                                                                                             |
| Schinia chrysella Grote, 1874                   |                                     | Schinia lanul Strecker, [1878]                                                                                     | Amphiachyris dracunculoides                                                                 |
| Schinia ciliata Smith, 1900                     |                                     | | Gutierrezia sarothrae                                                                       |
| Schinia citrinella Grote & Robinson, 1870       |                                     | | Croton                                                                                      |
| Schinia coercita Grote, 1881                    |                                     | Schinia alensa Smith, 1906                                                                                         |                                                                                             |
| Schinia cognata (Freyer, 1833)                  |                                     | | Chondrilla juncea                                                                           |
| Schinia crenilinea Smith, 1891                  | Creniline Flower Moth               | |                                                                                             |
| Schinia crotchii (Hy. Edwards, 1875)            |                                     | |                                                                                             |
| Schinia cumatilis Grote, 1865                   | Silver-Banded Gem                   | | Artemisia frigida                                                                           |
| Schinia cupes Grote, 1875                       |                                     | Schinia crotchii Hy. Edwards, 1875; Schinia navarra; Trichosellus cupes                                            | Camissonia claviformis, Castilleja exserta                                                  |
| Schinia deserticola Barnes & McDunnough, 1916   |                                     | | Camissonia claviformis                                                                      |
| Schinia diffusa Smith, 1891                     |                                     | Schinia neglecta Strecker, 1898                                                                                    | Machaeranthera annua                                                                        |
| Schinia dobla Smith, 1906                       |                                     | | Ambrosia dumosa                                                                             |
| Schinia edwardsii Smith, 1906                   |                                     | |                                                                                             |
| Schinia erosa Smith, 1906                       |                                     | | Isocoma acradenia                                                                           |
| Schinia errans Smith, 1883                      |                                     | Lygranthoecia errans                                                                                               | Machaeranthera tanacetifolia                                                                |
| Schinia erythrias Pogue, 2006                   |                                     | Schinia pulchra |                                                                                             |
| Schinia felicitata Smith, 1894                  |                                     | | Oenothera deltoides                                                                         |
| Schinia ferrisi Pogue & Harp, new species       |                                     | |                                                                                             |
| Schinia florida Guenée, 1852                    | Primrose Moth                       | | Oenothera                                                                                   |
| Schinia fulleri McElvare, 1961                  | Fuller's Flower Moth                | | Balduina angustifolia                                                                       |
| Schinia gabrielae Badilla & Angulo, 1998        |                                     | |                                                                                             |
| Schinia gaurae J. E. Smith, 1797                | Clouded Crimson                     | | Gaura                                                                                       |
| Schinia gracilenta Hübner, 1818                 | Slender Flower Moth                 | Schinia bifascia Hübner, 1818                                                                                      | Brickellia eupatorioides, Iva annua, Ambrosia trifida, Eupatorium purpureum                 |
| Schinia grandimedia Hardwick 1996               | Rockies Boneset Flower Moth         | |                                                                                             |
| Schinia graefiana Tepper, 1882                  |                                     | Heliothis graefiana; Schinia triolata                                                                              | Chaenactis                                                                                  |
| Schinia hanga Strecker, 1898                    |                                     | |                                                                                             |
| Schinia hardwickorum Opler 2004                 |                                     | |                                                                                             |
| Schinia honesta Grote, 1881                     | Black-Spotted Gem                   | |                                                                                             |
| Schinia hulstia Tepper, 1883                    | Hulst Flower Moth                   | Schinia tenuescens Grote, 1883                                                                                     |                                                                                             |
| Schinia illustra Smith, 1906                    |                                     | |                                                                                             |
| Schinia immaculata Pogue, 2004                  |                                     | |                                                                                             |
| Schinia imperialis (Staudinger, 1871)           |                                     | | Cephalaria procera                                                                          |
| Schinia indiana Smith, 1908                     | Phlox Moth                          | | Phlox pilosa                                                                                |
| Schinia intermontana Hardwick, 1958             |                                     | | Erigeron                                                                                    |
| Schinia intrabilis Smith, 1893                  |                                     | | Pluchea sericea                                                                             |
| Schinia jaegeri G. H. Sperry, 1940              |                                     | | Xylorhiza                                                                                   |
| Schinia jaguarina Guenée, 1852                  | Jaguar Flower Moth                  | Schinia demaculata                                                                                                 | Baptisia, Pediomelum rhombifolium, Psoralidium tenuiflorum, Trifolium                       |
| Schinia ligeae Smith, 1893                      |                                     | | Machaeranthera canescens, Xylorhiza tortifolia                                              |
| Schinia lucens Morrison, 1875                   | False indigo flower Moth            | | Amorpha                                                                                     |
| Schinia luxa Grote, 1881                        |                                     | Bessula luxa Grote, 1881                                                                                           |                                                                                             |
| Schinia lynda Troubridge, 2002                  |                                     | |                                                                                             |
| Schinia lynx Guenée, 1852                       | Lynx Flower Moth                    | | Erigeron, Heterotheca subaxillaris                                                          |
| Schinia mcfarlandi Opler, 2004                  |                                     | |                                                                                             |
| Schinia macneilli Hardwick 1996                 |                                     | |                                                                                             |
| Schinia maculata Pogue, 2004                    |                                     | Schinia blanca |                                                                                             |
| Schinia masoni Smith, 1896                      | Blanket Flower Moth                 | Schinia aden Strecker, 1898                                                                                        | Gaillardia aristata                                                                         |
| Schinia meadi Grote, 1873                       | Mead's Flower Moth                  | |                                                                                             |
| Schinia mexicana Hampson, 1903                  |                                     | Adonisea mexicana; Eupanychis mexicana                                                                             |                                                                                             |
| Schinia miniana Grote, 1881)                    | Desert-Marigold Moth                | Schinia pallicincta Smith, 1906                                                                                    | Baileya                                                                                     |
| Schinia mitis Grote, 1873                       | Matutinal Flower Moth               | | Pyrrhopappus                                                                                |
| Schinia mortua Grote, 1865                      |                                     | | Grindelia, Haplopappus                                                                      |
| Schinia niveicosta Smith, 1906                  |                                     | | Palafoxia linearis                                                                          |
| Schinia nubila Strecker, 1876                   | Camphorweed Flower Moth             | Schinia dolosa Strecker, 1898; Schinia lora Strecker, 1898                                                         | Heterotheca subaxillaris, Solidago                                                          |
| Schinia nuchalis Grote, 1878                    |                                     | |                                                                                             |
| Schinia nundina Drury, [1773]                   | Goldenrod Flower Moth               | | Aster, Solidago                                                                             |
| Schinia obliqua Smith, 1883                     |                                     | |                                                                                             |
| Schinia obscurata Strecker, 1898                | Obscure Schinia Moth                | Schinia tanena Strecker, 1898                                                                                      | Erigeron                                                                                    |
| Schinia oculata Smith, 1900                     |                                     | Schinia macroptica                                                                                                 | Baccharis sarothroides                                                                      |
| Schinia oleagina Morrison, 1875                 |                                     | Schinia sara Smith, 1907; Schinia baueri McElvare, 1951; Schinia ernesta Smith, 1907                               | Brickellia                                                                                  |
| Schinia oliva (Martyn, 1797)                    |                                     | |                                                                                             |
| Schinia olivacea Smith, 1906                    |                                     | | Hermannia texana, Sphaeralcea lindheimeri                                                   |
| Schinia parmeliana H. Edwards, 1882             |                                     | |                                                                                             |
| Schinia perminuta H. Edwards, 1881              | Western Small Flower Moth           | Schinia dubitans; Pseudotamila perminuta                                                                           |                                                                                             |
| Schinia persimilis Grote, 1873                  | Persimilis Flower Moth              | |                                                                                             |
| Schinia petulans H. Edwards, 1884               | Impatient Flower Moth               | | Chrysopsis subulata                                                                         |
| Schinia psamathea Pogue, 2010                   |                                     | |                                                                                             |
| Schinia pulchripennis Grote, 1874               | Common Flower Moth                  | | Castilleja exserta                                                                          |
| Schinia purpurascens (Tauscher, 1809)           |                                     | |                                                                                             |
| Schinia regia Strecker, 1876                    |                                     | | Vernonia texana                                                                             |
| Schinia regina Pogue & Harp, 2003               | Reginia Primrose Moth               | |                                                                                             |
| Schinia reniformis Smith, 1900                  |                                     | |                                                                                             |
| Schinia rivulosa Guenée, 1852                   | Ragweed Flower Moth                 | | Ambrosia                                                                                    |
| Schinia roseitincta Harvey, 1875                |                                     | |                                                                                             |
| Schinia rufipenna Hardwick, 1983                |                                     | | Pityopsis graminifolia                                                                      |
| Schinia rufocostulata Pogue & Harp, 2005        |                                     | |                                                                                             |
| Schinia sanguinea Geyer, 1832                   | Bleeding Flower Moth                | Schinia gloriosa Strecker, 1878; Schinia terrifica Barnes & McDunnough, 1918                                       | Liatris                                                                                     |
| Schinia sanrafaeli Opler, 2004                  |                                     | |                                                                                             |
| Schinia saturata Grote, 1874                    | Brown Flower Moth                   | | Heterotheca subaxillaris, Pityopsis graminifolia                                            |
| Schinia scarletina Smith, 1900                  |                                     | | Stephanomeria                                                                               |
| Schinia scissa Grote, 1876                      |                                     | |                                                                                             |
| Schinia scissoides Benjamin, 1936               | Divided Flower Moth                 | |                                                                                             |
| Schinia scutosa (Denis & Schiffermüller, 1775)  | Spotted Clover                      | |                                                                                             |
| Schinia septentrionalis Walker, 1858            | Northern Flower Moth                | | Aster                                                                                       |
| Schinia sexata Smith, 1906                      |                                     | | Erigeron glabellus                                                                          |
| Schinia sexplagiata Smith, 1891                 |                                     | | Ambrosia psilostachya                                                                       |
| Schinia simplex Smith, 1891                     |                                     | | Ipomoea leptophylla                                                                         |
| Schinia siren Strecker, 1876                    | Aluring Schinia Moth                | Schinia inclara Strecker, 1876                                                                                     | Verbesina encelioides                                                                       |
| Schinia snowi (Grote, 1875)                     |                                     | |                                                                                             |
| Schinia sordida Smith, 1883                     | Sordid Flower Moth                  | Schinia approximata Strecker, 1898; Schinia ar Strecker, 1898; Schinia labe Strecker, 1898                         | Pityopsis pinifolia                                                                         |
| Schinia spinosae Guenée, 1852                   | Spinose Flower Moth                 | | Pityopsis falcata                                                                           |
| Schinia subspinosae Hardwick 1996               |                                     | |                                                                                             |
| Schinia sueta Grote, 1873                       |                                     | | Lupinus                                                                                     |
| Schinia tertia Grote, 1874                      |                                     | Tamila tertia Grote, 1874                                                                                          | Ericameria, Isocoma pluriflora, Liatris                                                     |
| Schinia thoreaui Grote & Robinson, 1870         | Thoreau's Flower Moth               | | Ambrosia                                                                                    |
| Schinia tobia Smith, 1906                       |                                     | | Dicoria canescens                                                                           |
| Schinia trifascia Hübner, 1818                  | Three-Lined Flower Moth             | | Brickellia, Eupatorium, Liatris                                                             |
| Schinia tuberculum Hübner, 1827-31              |                                     | | Pityopsis graminifolia                                                                      |
| Schinia ultima Strecker, 1876                   |                                     | |                                                                                             |
| Schinia unimacula Smith, 1891                   | Rabbitbush Flower Moth              | | Ericameria, Haplopappus                                                                     |
| Schinia vacciniae H. Edwards, 1875              |                                     | |                                                                                             |
| Schinia varix Knudson, Bordelon & Pogue, 2003   |                                     | | Gaillardia                                                                                  |
| Schinia velaris Grote, 1878                     |                                     | | Lepidospartum squamatum                                                                     |
| Schinia verna Hardwick, 1983                    | Verna's Flower Moth                 | | Antennaria                                                                                  |
| Schinia villosa Grote, 1864                     | Little Dark Gem                     | | Aster, Erigeron, Eucephalus ledophyllus                                                     |
| Schinia volupia Fitch, 1868                     | Painted Schinia Moth                | | Gaillardia pulchella                                                                        |
| Schinia walsinghami H. Edwards, 1881            |                                     | Schinia balba Grote, 1881                                                                                          | Chrysothamnus, Ericameria                                                                   |
| Schinia zuni McElvare, 1950                     |                                     | |                                                                                             |

## Especies no publicadas
- Schinia n. sp. or Carrizo Flower Moth[30]
- Schinia n. sp. nr. avemensis[31]